# Peristeri
Peristeri (Grieks: Περιστέρι, letterlijk "duif") vroeger Peristérion, is een stad en gemeente (dimos) in de Griekse regio Attica in het voormalige departement Athene. Het is tevens een voorstad van de Griekse hoofdstad Athene. De stad heeft 137.918 inwoners (2001).

## Ligging
De stad ligt ongeveer vijf kilometer ten noordwesten van het centrum van Athene en de noordelijke helft van het industriegebied van Athene behoort tot de gemeente Peristeri. De gemeente grenst aan de rivier de Cephissus, Athinon Avenue (GR-8), in het westen aan Chaidari en in noordwesten aan Petroupoli. De oppervlakte van de gemeente is ongeveer 10 km². De belangrijkste straten zijn de Thivon en de Kennety.

## Openbaar vervoer
Het centrale busstation van Athene bevindt zich net ten oosten van Peristeri, bij het metrostation van Sepolia, een deel van Athene. Nabij de kerk Aghios Antonios bevindt zich sinds 2004 een metrostation, eveneens genaamd Aghios Antonios. Twee andere metrostations, genaamd Peristeri (nabij het stadhuis) en Anthoupoli (nabij de Thivon), worden volgens de planning in 2008 geopend.